# Associazione europea per la terminologia
L'Associazione europea per la terminologia (in acronimo AET) è un'organizzazione professionale senza fini di lucro che intende favorire il plurilinguismo, primariamente in ambito europeo ma senza volersi limitare agli stati membri dell'Unione europea, mediante la pratica della terminologia, e si propone di promuovere la consapevolezza e la professionalità delle attività terminologiche tramite collegamenti e collaborazioni con altri organismi, associazioni e istituzioni nel settore della terminologia.
Per questi scopi
- sviluppa pubbliche relazioni e campagne di promozione delle attività terminologiche;
- favorisce la circolazione delle informazioni sulle attività terminologiche;
- promuove e organizza conferenze, incontri e corsi;
- costituisce gruppi di interesse specifico (SIG);
- supporta ricerche e pubblicazioni;
- contribuisce alla formazione di operatori nel settore terminologico;
- opera per il riconoscimento formale di corsi universitari e professionali.

L'AET si presenta in varie lingue e con nomi diversi:
- in inglese come  European Association for Terminology, EAFT
- in francese come  Association Européenne de Terminologie, AET
- in spagnolo come  Associación Europea de Terminología, AET
- in greco come  Europaiké Evose Orologías,  EEO
- in olandese come  Europese Vereiniging voor Terminologie, EVT
- in italiano come  Associazione Europea per la Terminologia, AET
- in svedese come  Europeiska Terminologiföreningen, EAFT

## Storia
La costituzione dell'AET è seguita alla pubblicazione nel 1996 del rapporto finale del progetto Pointer (Proposals for an Operational Infrastructure for Terminology in Europe), progetto cofondato dalla Commissione europea cui hanno partecipato oltre 40 organizzazioni interessate alla terminologia. L'AET è stata costituita il 3 ottobre 1996 a Kolding, Danimarca.
Le principali azioni di AET hanno riguardato accordi di cooperazione sulla terminologia. Gli accordi più importanti hanno portato alla costituzione di International Information Centre for Terminology (Infoterm), Pan-Latin terminology network (Realiter) e la European Language Resources Association (ELRA).
EAT ha organizzato due Terminology Summits, il primo a Bruxelles nel 2002, il secondo a Barcellona nel 2004.